# Joseph Tov Elem
Pour les articles homonymes, voir Bonfils.
Joseph Tov Elem ou Tobelem (hébreu : יוסף טוב עלם בן שמואל Yossef Tov 'Elem ben Shmouel « Joseph "Bon Fils", fils de Samuel » ; français/sarphatique/shuadit : Joseph Bonfils) est un rabbin français de la première moitié du XIe siècle qui dirige les communautés juives de Limoges et d'Anjou.
Il est connu pour ses activités littéraires et publiques au sein des communautés juives de la France du Nord et pour ses décisions, rapportées par les rabbins qui l'ont suivi, tels que Rachi ou Rabbenou Tam.

## Éléments biographiques
Il appartient à la génération qui suit Benjamin ben Samuel ha-Payytan et est contemporain d'Eliahou ben Menahem haZaqen du Mans et de Judah ha-Kohen de Mayence, ce qui laisse penser qu'il a vécu entre les années 980 et 1050.
On sait grâce à Rabbenou Tam qu'il est originaire de Provence. Au début du Moyen Âge, la Provence comporte des yeshivot importantes telle que celle de Narbonne, qui deviendra au XIIe siècle un des centres des études juives en France avec à sa tête un gaon analogue aux gueonim des Académies talmudiques en Babylonie. Des érudits éminents comme Moshe haDarshan témoignent du développement culturel de cette région. Les motifs qui ont poussé Joseph Tov Elem à monter vers le nord de la France ne sont pas connus avec certitude. On peut supposer qu'il souhaitait participer au développement des communautés juives du nord, dans un mouvement comparable à celui de la famille Kalonymus qui était originaire de Lucques en Italie et dont des membres se sont établis en Allemagne où ils ont développé les études juives. 
Dans sa polémique avec Meshoullam ben Nathan, Rabbenou Tam décrit Joseph Tov Elem comme un homme qui a quitté le Sud de la France et qui aurait dirigé les communautés juives de Limoges et d'Anjou. Sa présentation à la tête des deux communautés laisse penser qu'il y a effectivement séjourné plusieurs années.

## Son activité de décisionnaire
Ses contemporains lui reconnaissaient une grande autorité et s'adressaient à lui pour résoudre des problèmes halakhiques et des problèmes qui survenaient au sein des communautés juives ou entre différentes communautés. Ces derniers types de problèmes, qui ne pouvaient être résolus que par une autorité reconnue de toutes les parties en conflit, témoigne de son prestige. Son influence était telle que même des communautés juives de Champagne se tournaient vers lui. Pourtant des liens forts reliaient les juifs de Champagne avec les yeshivot de Mayence et de Worms où leurs enfants allaient étudier, comme ce fut le cas pour Rachi quelques années plus tard. Les communautés de Champagne se tournaient donc naturellement vers les érudits des écoles rhénanes. Le fait de s'adresser aussi à Joseph Tov Elem, qui vivait dans la région de Limoges, pour des questions importantes montre l'autorité qu'il représentait. On connaît par exemple une décision qu'il a rendue concernant une question liée à un impôt émis par les juifs de Troyes sur les communautés juives des environs pour rassembler l'argent nécessaire au paiement d'une rançon.
Joseph Tov Elem a participé à l'organisation des petites communautés juives du nord de la France. Dans ces communautés relativement récentes se posaient des problèmes ayant trait à la vie économique, or elles n'étaient pas encore dotées d'institution reconnue permettant de trancher en cas de conflit. Elles ne disposaient pas non plus de codes de lois (le Arbaa Tourim ne date que du XIVe siècle et le Choulhan Aroukh du XVIe siècle).
La fonction des sages était donc centrale car la l'organisation et la conduite des communautés reposaient sur eux. Peu ont contribué autant que Joseph Tov Elem à leur développement au XIe siècle. Dans ses décisions, il donne une grande importance au respect de l'autorité de la communauté et cherche à la renforcer. Selon lui, l'obéissance aux taqanot de la communauté entre dans le cadre des mitsvot de la Torah. Il n'est d'ailleurs pas le seul à décider dans ce sens. C'est aussi le cas de Meshoulam ben Kalonymos et de Rabbenou Gershom. La question des membres de la communauté qui veulent se dégager des obligations édictées par la communauté se posait régulièrement. Ils prétextaient différents principes halakhiques pour échapper à leurs obligations, ce qui sapait l'autorité de la communauté. Joseph Tov Elem est par exemple amené à trancher dans le cas d'un juif qui refuse d'être jugé devant le Beth Din local et qui préfère le Beth Din d'une autre communauté, prétextant que le second Beth Din possède un niveau de compétence supérieur.
Il a également été amené à préciser les relations entre les différentes communautés et les liens qui les unissaient. Devaient-elles par exemple être solidaires lorsqu'un impôt extraordinaire ou une rançon étaient imposés à l'une des communautés ?

## Son activité littéraire
Il est l'auteur d'un recueil d'actes juridiques intitulé Seder Tiqoun Sheṭarot. Ce type d'ouvrage est emprunté à la production littéraire des gueonim (Saadia Gaon, Haï). Il était nécessaire  pour les petites communautés qui ne disposaient pas d'un sofer expérimenté capable de rédiger les actes, d'où l'importance d'avoir un modèle fiable garantissant la validité juridique d'un acte. On imagine les conséquences de la contestation d'un guet qui n'aurait pas été rédigé conformément à la halakha.
On sait qu'il a contribué à répandre l'héritage des guéonim en France du Nord.  Il a en effet lui-même recopié les Halakhot Guedolot, les Halakhot Pesouḳot et le Seder Tanaim veAmoraim. Ses Teshouvot des Guéonim ont été utilisées par Rachi et par Rabbenou Tam. Celui-ci leur attribue une grande importance pour leur fiabilité et leur exactitude. Rabbenou Tam écrit en effet :
« J'ai transmis cela avec discrétion jusqu'à ce que j'ai vérifié dans les téchouvot des guéonim et que je l'ai trouvé dans le livre de Rabbénou Joseph Tov Elem : un vin consacré au culte idôlatre, il est interdit d'en profiter. »
Il est également l'auteur d'un mahzor qui n'a pas été conservé mais qui est cité dans plusieurs manuscrits où il est dit qu'on doit employer la forme ve anahnou et non pas ve anou dans la prière Alenou selon ce que Joseph Tov Elem a corrigé dans son mahzor.